# MoGas
MoGas (Abkürzung für Motor Gasoline) ist die umgangssprachliche Bezeichnung für Kraftfahrzeugbenzin, im Regelfall Super plus (ROZ98), wenn es im Flugzeug verwendet wird.

## Abgrenzung der Flugkraftstoffe
MoGas wird begrifflich im Gegensatz gesehen zu AvGas (US-engl. Abk. für „Aviation Gasoline“, also Flugbenzin). Beide Kraftstoffe sind zu unterscheiden von Dieselkraftstoff oder Kerosin; Kerosin wird überwiegend als Kraftstoff für Strahlflugzeuge verwendet.

## Eigenschaften
Während die amerikanische Zulassung für bleifreies Benzin die maximale Flughöhe für Flugzeuge auf 6000 ft (ca. 2000 m) begrenzt, gibt es eine solche pauschale Grenze in Deutschland nicht. Heute darf ein nach deutschem Recht zugelassenes Flugzeug jeden Treibstoff tanken, für den es einzeln explizit zugelassen ist. Dies geschieht mittels einer ergänzenden Musterzulassung.
Aus diesem Grund stellt der Zusatz von Bioethanol im Kraftfahrzeugbenzin und die damit verbundene Gefahr der Wasserausscheidungen im Kraftstoff bei niedrigen Temperaturen ein erhebliches Problem dar. Schon heute ist es bei jeder Betankung von MoGas-Tankstellen obligatorisch, vorher den Ethanolgehalt mittels einer Probe zu ermitteln. Das Ethanol bindet Kondenswasser und Luftfeuchtigkeit im Kraftstoff und gibt dieses gebundene Wasser bei niedrigen Temperaturen wieder ab. Das pure Wasser kann so ungehindert in das Gemischaufbereitungssystem (Vergaser, Einspritzanlage) gelangen und Triebwerksausfälle verursachen. Aus diesem Grund wird der maximale Anteil des erlaubten Ethanols im Flugzeugtreibstoff vom Flugzeughersteller vorgeschrieben.
Viele heutige Triebwerke von Propellerflugzeugen in der Privat- und Geschäftsfliegerei können und dürfen bereits mit MoGas, also Kraftfahrzeugbenzin, als Kraftstoff betrieben werden, bei anderen und älteren Triebwerken ist dies zum Teil nach Modifikation ebenfalls möglich. Im Flugzeug befinden sich dann entsprechende Hinweise am Tankverschluss sowie im Cockpit und im Handbuch die Einschränkungen. Beispielsweise: Beim Betrieb mit MoGas maximale Betriebshöhe 10.000 Fuß.
Während früher MoGas ausschließlich Super verbleit DIN 51600 war, entspricht heute
- das auf Flugplätzen meistens erhältliche MoGas in etwa der Spezifikation Super plus (ROZ98), und
- das Benzin mit der Bezeichnung 82UL, für das einige Kolbenmotorflugzeuge zugelassen sind, entspricht dem unverbleiten normalen Kraftfahrzeugbenzin, aber ohne dessen Additive.

Neben der besseren Verfügbarkeit von MoGas liegt der Vorteil gegenüber dem teureren AvGas (100LL) in einem großen Preisunterschied sowie der Bleifreiheit. So können zum Beispiel viele Ultraleichtflugzeuge oder eine Diamond Katana mit MoGas betrieben werden, aber auch Muster von Cessna, Piper und anderen Herstellern je nach Triebwerk und Zulassung.
Jedoch sollten überholte Motoren in den ersten 25 Stunden mit AvGas 100LL eingelaufen werden, damit in dieser Betriebsphase das für die Schmierung der Ventile und Ventilsitze notwendige Blei zugeführt wird. Lediglich die
neueren Boxermotoren (Flachbauweise) von Lycoming und TCM benötigen laut Spezifikation keine Bleiversorgung mehr.